# آبشار سیپی‌سوپیسو
آبشار سیپی‌سوپیسو (به انگلیسی: Sipisopiso) آبشاری است که در کشور اندونزی واقع شده‌است و بلندترین ریزشگاه آن ۱۲۰ متر ارتفاع دارد. حوضهٔ آبریز این آبشار، رود سیپی‌سوپیسو است.